# Toratau
A Toratau (vagy Tratau; baskírül: Торатау – „erőd hegy”) a négy shihan (elszigetelt hegy) egyike, az Isimbaji járásban található, Sztyerlitamak város határán. A település és a régió jelképe, a zászlójukon is megtalálható. 1960-tól országos jelentőségű műemlék védelem alatt álló régészeti terület, 1965 óta természeti emlék.
A késő paleozoikumban egy meleg tenger fenekén alakult ki, a keletkezés idejét a hegy kövületi vizsgálatai alapján 230–285 millió évvel ezelőttre határozták meg.

## Földrajzi helyzete
A hossza 1 km, a szélessége 850 m, a magassága a Belaja folyó felett 220 m, a talajszint felett 200 m, a tengerszint feletti abszolút magassága 338 m.
Kúp alakú. A lejtők meredeksége: 20–30 fok, de nem képeznek sziklás párkányokat. Az alsó részt esztrich borítja. A hegy északi lejtőjének tövében források találhatók, az egyik kénes vizű.
A hegy lábánál található Baskíria egyik legmélyebb karszttava: a Tugarsalgan tó.

## Flóra
Toratau növényvilága 404 növényfajt foglal magában, ami majdnem a negyede Baskíria teljes növényfajainak. Endemikus fajokban is gazdag, 21-et azonosítottak itt (Dianthus acicularis, Clausia agydeliensis, Pedicularis uralensis) és másokat. 15 ritka, védelemre szoruló növényfaj él itt, amelyek szerepelnek a Baskír Köztársaság Vörös Könyvében, közülük 8 az Orosz Föderáció Vörös Könyvében is szerepel.

## Fauna
Az állatvilág képviselőinek 120 faját azonosították 97 nemzetségből és 52 családból. Élnek itt többek között szöcskék, lepkék (apolló, vitorlásmoly stb.), vöröses ürge.
A Coleoptera rendbe tartozó, növényevő fitofágbogaraknak 340 faját találták itt. Egy részük reliktum, amely bizonyos növénycsoportokhoz kötődik.
Az Orosz Föderáció és a Baskír Köztársaság Vörös Könyveiből olyan ritka fajokat találtak a Torataun, mint az alpesi márna (Rosalia alpina), a ritka poszméh (Bombus paradoxus), a sztyeppei poszméh (Saga pedo), a közönséges imádkozó sáska ( Mantis religiosa ) és a közönséges rézsikló ( Coronella austriaca ). Emellett 22 faj is szigorú védelem alatt áll, és 37 faj az európai vadon élő állatok és növények, valamint a természetes élőhelyek védelméről szóló egyezmény (1979. évi Berni Egyezmény) értelmében.

## Védelem
A hegy jogi státusza és kulturális értéke ellenére ezt a helyet a bányászat potenciális helyszíneként tartják számon. Ily módon gyakorlatilag az összes hegyet kizsákmányolták. Egy szervezet alakult, hogy megvédje Torataut a hasonló tevékenységektől.

## Képgaléria

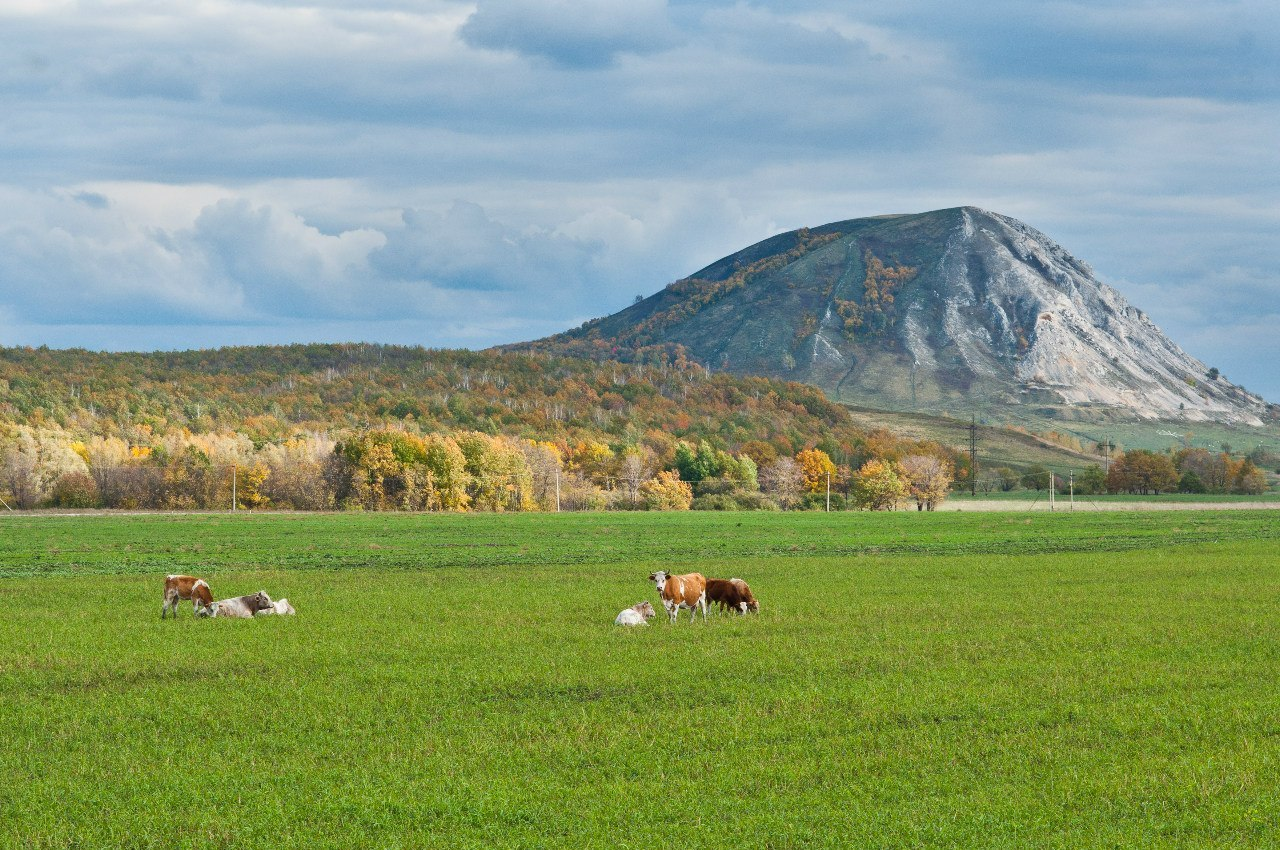
A hegy alatti síkságon tehenek legelnek
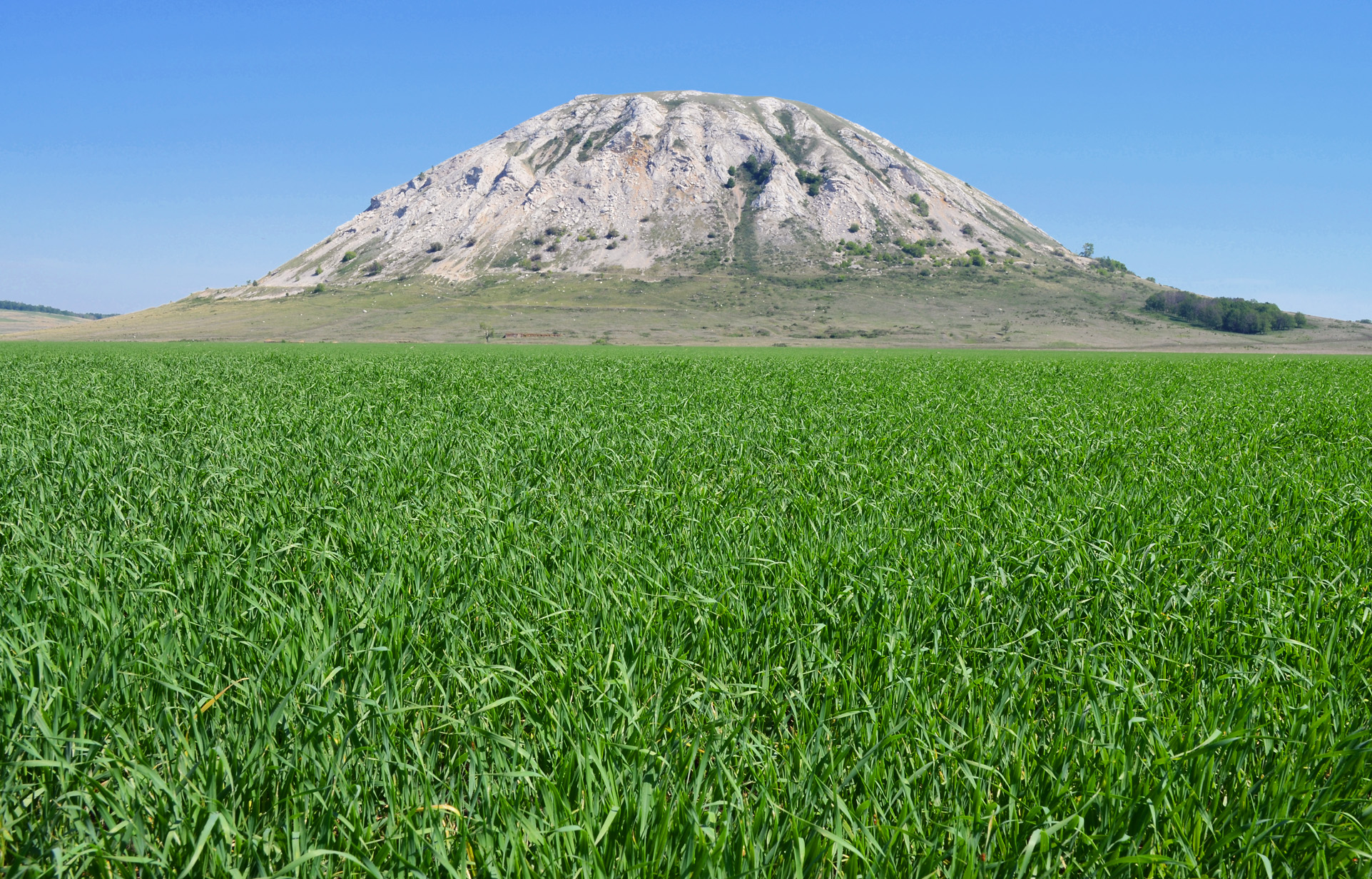
Baskíria zászlójának színeiben
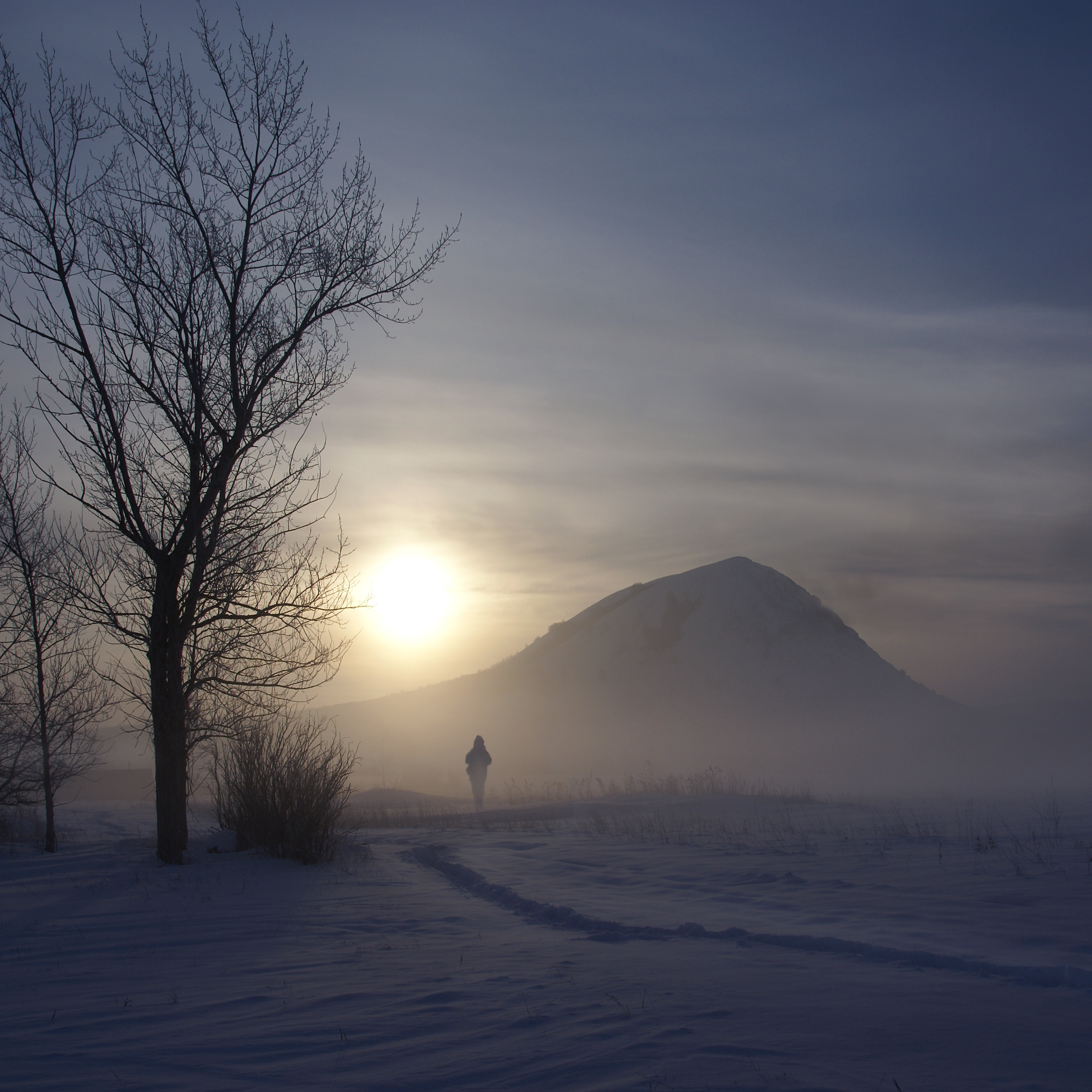
Toratau télen

## Fordítás
- Ez a szócikk részben vagy egészben  a   Toratau című angol Wikipédia-szócikk ezen változatának fordításán alapul.  Az eredeti cikk szerkesztőit annak laptörténete sorolja fel. Ez a jelzés csupán a megfogalmazás eredetét és a szerzői jogokat jelzi, nem szolgál a cikkben szereplő információk forrásmegjelöléseként.